# Ahmed Samsam
Ahmed Samsam (født 31. december 1989 i Tveje Merløse ved Holbæk) er en dansk statsborger med dansk-syrisk baggrund. Han blev i 2018 idømt otte års fængsel i Spanien under den anklage, at han har været en del af terrororganisationen Islamisk Stat i Syrien.
I januar 2020 bragte avisen Berlingske en længere artikelserie, hvor avisen skrev, at Samsam var uskyldig i anklagen imod ham om tilhørsforholdet til Islamisk Stat, idet hans handlinger i Syrien i perioden var foretaget som hemmelig agent for de danske efterretningsvæsener Politiets Efterretningstjeneste (PET) og Forsvarets Efterretningstjeneste (FE). Avisen mente derfor, at Samsam havde været offer for et justitsmord. Avisen skrev, at den byggede sin opfattelse på "kilder med dyb indsigt i den konkrete sag", som udtalte sig under fuld anonymitet af hensyn til sagens karakter. Såvel PET som FE afviste at be- eller afkræfte Berlingskes oplysninger med henvisning til deres særlige arbejdsvilkår, og at det ville kunne skade deres fremtidige efterretningsarbejde.

## Baggrund
Ahmed Samsams far Jihad Samsam flygtede til Danmark fra Hama i Syrien i begyndelsen af 1980'erne, da det syriske militær i 1982 slog en opstand ned, der var ledet af organisationen Det muslimske broderskab, som han var medlem af. Faderen fik dansk indfødsret af
Folketinget i 1996. Ahmed Samsam er opvokset i Vollsmose i Odense og Bellahøj i København i et hjem med syv børn.

## Kriminalitet i Danmark
Samsam var fra en tidlig alder blandet ind i kriminalitet og bandemiljøet omkring Odense, og han er flere gange blevet dømt i Danmark for blandt andet røveri, vold, besiddelse af våben og narko samt overtrædelse af færdselsloven.
Da han i 2012 første gang rejste til Syrien, var han for nylig blevet løsladt fra fængslet. I et interview med Danmarks Radios Mellemøstkorrespondent Puk Damsgård under sit ophold i Syrien fortalte han, at han havde haft en kriminel løbebane i 8-9 år og på et tidspunkt i Odense havde været 30 centimeter fra at få en kugle i hovedet.
I maj 2015 blev hans lillebror knivdrabt på Nørrebro i København i en banderelateret konflikt. Dagen efter drabet blev Ahmed og tre af hans venner anholdt, og Ahmed blev sigtet for vold mod politiet som følge af optøjer på gaden, hvor politiet afgav varselsskud. Politiet mente ved den lejlighed, at både Ahmed og hans bror havde tilknytning til Vollsmose-banden Black Army.
I maj 2017 var Samsam bestyrer af isbaren Fontænen på Frederiksberg, som blev beskudt, så en ung ekspedient blev såret. Kort efter rejste Ahmed til Spanien, hvor hans storebror opholdt sig. Efter Ahmeds eget udsagn rejste han for at komme væk fra bandemiljøet.

## Krigen i Syrien
Den 23. september 2012 stod Ahmed Samsam frem i 21 Søndag, hvor han blev interviewet af Puk Damsgaard i Tyrkiet tæt på grænsen til Syrien. Her forklarede Ahmed Samsam, at han deltog i borgerkrigen i Syrien på oprørernes side, og at han ville være der til "sejren eller døden". Ahmed tilbragte to-tre måneder i landet, hvor han var tilknyttet en lokal milits med navnet Kata'ib al-Iman ("Troens Brigade" på dansk) nær byen Hama. Efter at Samsam vendte hjem til Danmark, afsonede han i december 2012 en reststraf på 30 dages fængsel. Ifølge Berlingske var det under dette fængselsophold, at PET første gang kontaktede ham, og efter løsladelsen indgik han en aftale med tjenesten. Alt, hvad han foretog sig i Syrien efter december 2012 var dermed ifølge Berlingskes kilder efter instruktion af PET og FE. I februar 2013 rejste han således igen til Syrien på en rejse, som PET finansierede. I november 2013 blev han overført fra PET til FE, som bedre kan operere med agenter i udlandet, og i foråret 2014 betalte de for en fornyet rejse til Syrien. I oktober 2015 bad FE ham igen om at rejse til landet, denne gang for direkte at tilslutte sig Islamisk Stat. Samsam nægtede dog dette, blandt andet fordi han mente, at det var for risikabelt, hvorefter hans arbejde for det danske efterretningsvæsen ifølge Berlingskes kilder stoppede på dette tidspunkt.
Den 20. august 2013 skrev Ekstrabladet i en artikel, at Ahmed Samsam var kommet tilbage til Danmark fra en rejse til Syrien, uden at han ønskede at udtale sig yderligere om sit ophold i landet. I samme artikel skrev avisen, at PET anså tilbagevendte syrienkrigere som værende den største trussel mod samfundet på daværende tidspunkt.

## Anholdt og dømt for terrorstøtte i Spanien
Den 30. juni 2017 blev Ahmed Samsam anholdt i Benahavís nær Málaga af den spanske politistyrke Guardia Civil, hvorefter landsdommer Carmen Lamela varetægtsfængslede Ahmed Samsam under mistanke for at være medlem af terrororganisationen Islamisk Stat samt for at have forsøgt at skaffe våben og skudsikre veste i Spanien. Et par dage inden var han ifølge sit eget udsagn blevet stoppet af spansk narkopoliti, fordi han havde købt hash. Under sagen forklarede det spanske politi, at de havde fået et tip fra myndighederne i Danmark om, at Ahmeds storebror var en person, man skulle holde øje med, og at de efterfølgende havde bemærket, at Ahmed og hans bror ikke opførte sig som normale turister. Bl.a. skiftede de anholdte hotel fem gange på to uger og virkede nervøse. Det gjorde, at politiet indledte en
efterforskning. Den spanske avis El Pais har beskrevet, at de anholdte også havde været hos prostituerede forud for anholdelsen. Den 28. juni 2018 blev Ahmed Samsam idømt otte års fængsel for terrorstøtte ved landsretten i Madrid som 1. instans.
Ifølge spansk politi havde han dæknavnet "Abu Bakr eller Syri". Den 23. november 2018 blev dommen stadfæstet i 2. instans ved appelretten Sala de Apelación de la Audiencia Nacional i Madrid. Ahmed Samsams appel til Spaniens højesteret Tribunal Supremo som 3. instans blev afvist den 17. maj 2019, og dommen er dermed endelig.
Omkring den 8. november 2023 blev han løsladt.

## Stævning af PET og FE
I et forsøg på at få omstødt terrordommen i Spanien, der har Adhmed Samsams advokat stævnet PET og FE i et forsøg på at få dem til at bekræfte, at han var udsendt af PET og FE under sine rejser i Syrien. Heriblandt er flere chefer for PET og FE indkaldt til at vidne sammen med chefredaktørerne for en række forskellige nyhedsmedier.

## Berlingskes artikelserie om sagen
Den 12. januar 2020 bragte Berlingske som sin forsidehistorie, at Ahmed Samsam, der året før var blevet hængt ud og dømt som IS-terrorist, i virkeligheden havde arbejdet som agent for det danske efterretningsvæsen, men at de danske myndigheder havde undladt at tage ansvar for mandens skæbne i Spanien og sørget for at tage ham hjem. Avisen skrev, at sagen i stedet havde været mørklagt og familien holdt i uvished i to et halvt år. Berlingske uddybede, at
avisens journalister i flere måneder havde været i kontakt med Samsam og hans familie, og at de havde efterprøvet Ahmed og hans families påstande og historiens detaljer, blandt andet gennem retsdokumenter fra Spanien og Tyrkiet samt kilder med kendskab til sagen, som uafhængigt af hinanden havde talt med avisen på betingelse af anonymitet. Avisen omtalte sine kilder som personer "med dyb indsigt i den konkrete sag", som af hensyn til sagens karakter kun ville udtale sig på betingelse af fuld anonymitet.
Ifølge Berlingske havde Samsam aldrig været Islamisk Stat-terrorist, men var gentagne gange blevet sendt til krigsområdet med træning, penge og udstyr fra PET og FE, og hvis efterretningstjenesterne havde fortalt de spanske myndigheder om deres anvendelse af Samsam som agent, ville kernen i det, han blev dømt for i Spanien, være faldet bort. PET ønskede ikke at kommentere artiklens oplysninger med henvisning til, at det ville kunne gøre betydelig skade på tjenestens efterretningsarbejde. FE afviste ligeledes at be- eller afkræfte oplysninger om Samsam med henvisning til tjenestens "særlige arbejdsvilkår".
I de følgende dage fulgte avisen op med en række yderligere artikler om sagen, der bl.a. beskrev, at ansatte i både PET og FE ifølge Berlingskes oplysninger var "oprørte over, at myndighederne ikke meget, meget tidligere rettede henvendelse og forklarede sagens rette sammenhæng og forsøgte at få Ahmed Samsam løsladt eller overtalt de spanske myndigheder til at rejse en mildere tiltale". 16. januar skrev avisen i sin leder, at sagen lignede et reelt justitsmord, og at Samsam naturligvis ikke skulle straffes for det arbejde, han i tre år udførte som dansk agent. Den 19. januar beskrev avisen, at efterretningsfolk fra både PET og FE ved et møde i sommeren 2018 i PET's hovedkvarter i Buddinge skulle have aftalt at skride ind i sagen og sørge for, at Ahmed Samsam blev hentet hjem fra Spanien for derefter at løslade ham og give ham en passende økonomisk kompensation i sagen. Angiveligt havde det vakt frustration blandt efterretningsfolk i de to tjenester, at de havde ladt Samsam, der havde påtaget sig et farligt arbejde, i stikken og dermed svigtet et
løfte om at passe på deres kilde. Planen blev dog aldrig gennemført. Ifølge Berlingskes oplysninger skyldtes det, at PET af ukendte årsager besluttede ikke at leve op til aftalen.

## Deltagelse i TV
Den 29. november 2023 deltog Samsam i Tæt på sandheden hvor han udtalte sig sarkastisk om at det at være agent for den danske stat ikke er så James Bond-agtigt som man skulle kunne tro.